# 寶蓮底鱂
寶蓮底鱂，為輻鰭魚綱鯉齒目鯉齒亞目底鱂科的其中一種，為熱帶淡水魚，分布於美國佛羅里達及古巴淡水流域，體長可達10公分，棲息在底中層水域，生活習性不明，可做為觀賞魚。

## 擴展閱讀
維基物種上的相關：寶蓮底鱂